# Friedrich Hörnlein

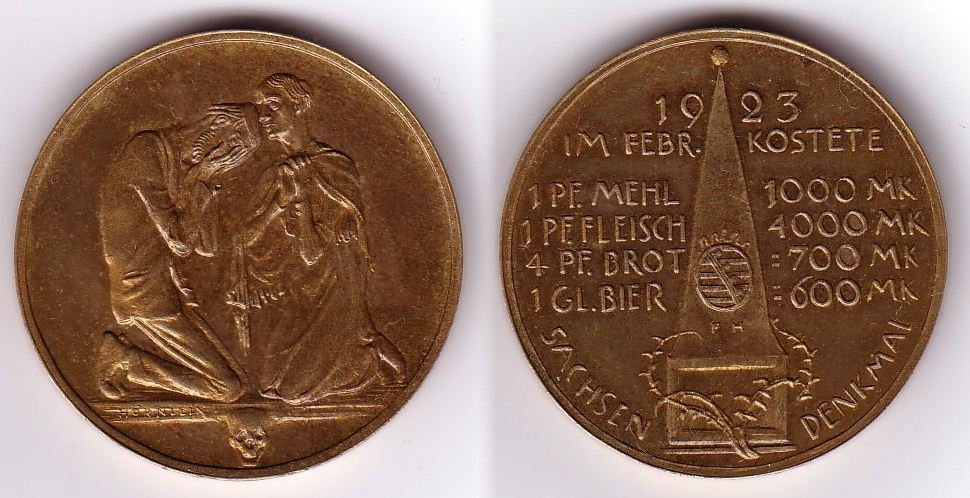
Medaille von Friedrich Wilhelm Hörnlein, Inflation 1923, geprägt in der Münzstätte Muldenhütten

Friedrich Wilhelm Hörnlein (* 16. August 1873 in Suhl; † 13. Februar 1945 in Dresden) war ein sächsischer Medailleur. Seine Werke signierte er meistens mit F. H.

## Leben
Hörnlein wurde als Sohn eines Tischlers in Suhl geboren. Nach der Volksschule begann er im Alter von 14 Jahren eine Lehre in der "Kunst-Gravieranstalt" Robert Fritz in Suhl und erlernte dort das Graveurhandwerk. Die Firma war auf Gravuren von Jagdgewehren, Schmuckgegenständen und auch schon das Schneiden von Prägestempeln spezialisiert. Hörnleins erster Lehrmeister war der Graveur Richard Keller. Hörnlein verbrachte seine Wanderjahre in Lüdenscheid, Elberfeld und Wien, um schließlich beim Dresdner Graveur Northmann eine Anstellung zu finden. Bereits in Wien hatte er Kurse im Zeichnen und Modellieren besucht. Diese künstlerische Ausbildung setzte er in Dresden fort, wo er von 1896 bis 1898 die Bildhauerklasse von Prof. Hugo Spieler an der Kunstgewerbeschule besuchte, um schließlich zur Porträtmalerei zu wechseln. Unterstützt von seinen Eltern setzte er sein Kunststudium bis 1905 an der Akademie der Bildenden Künste bei den Impressionisten Hermann Freye, Leon Pohle, Carl Bantzer und Gotthardt Kuehl fort. Nach seiner Studienzeit war Hörnlein als freischaffender Maler, Bildhauer für Kleinplastik und Medailleur in Dresden tätig. In dieser Zeit beteiligte er sich auch an verschiedenen Wettbewerben und Ausstellungen, was wiederum staatliche und private Aufträge, besonders für Plaketten und Medaillen, nach sich zog. Die Zeit zwischen 1905 und 1911 war von einer engen Zusammenarbeit mit der Prägeanstalt Carl Poellath geprägt, für die Hörnlein eine Reihe von Medaillen und Jetons schuf.
Am 27. Mai 1911 erfolgte Hörnleins Berufung als Münzgraveur an die Kgl. Sächsischen Staatsmünze Muldenhütten. Er folgte am 1. Juni 1911 in dieser Funktion dem in den Ruhestand getretenen Max Barduleck nach. Seinen Wohnsitz in Dresden durfte er auf seinen Wunsch hin beibehalten.
1939 stellte er auf der Großen Deutschen Kunstausstellung eine Führermedaille aus.
Am 14. Mai 1913 heiratete Hörnlein Pauline Luise Wahode. Aus dieser Ehe ging ein Mädchen mit Namen Gertrud hervor. Die Familie wohnte bis 1945 in der Ostbahnstraße 17, hier fand Hörnlein zusammen mit Frau und Tochter beim großen Bombenangriff auf Dresden am 13. Februar 1945 den Tod. Auf seiner letzten Medaille hatte er noch das unversehrte Dresden vor der Zerstörung dargestellt.

## Werk

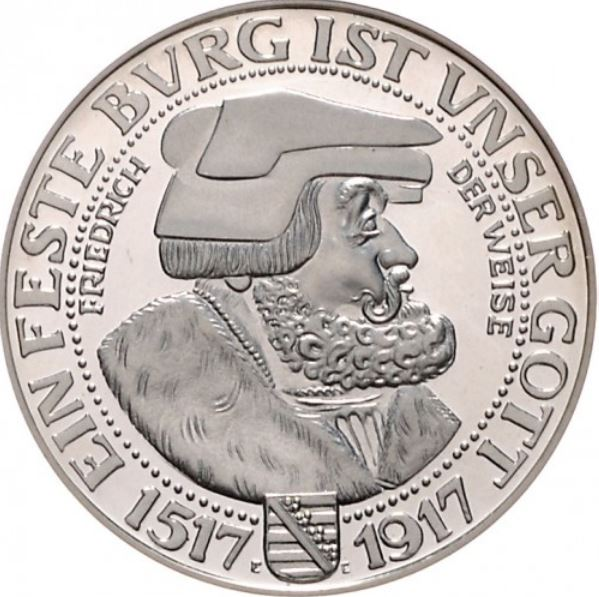
3 Mark Friedrich der Weise (1917), Stempel von Hörnlein, Gravur nach dem Schautaler Friedrichs des Weisen (1522)

Von Hörnlein wurden mehr als 300 Medaillen und Münzen geschaffen. Die von ihm geschaffene Gedenkmünze zum 400-jährigen Reformationsjubiläum 1917 mit dem Brustbild Friedrich des Weisen zählt zu den wertvollsten und seltensten Silbermünzen der Neuzeit. Das 1992 erschienene Werkverzeichnis listet inklusive Modellen und Stempeln insgesamt sogar 403 Werke auf, ohne jedoch Anspruch auf Vollständigkeit zu erheben. Hörnleins tragischer Tod setzte nicht nur seinem künstlerischen Schaffen ein Ende, sondern setzte auch einen Schlusspunkt unter die traditionelle, historisch über Jahrhunderte gewachsene Medaillentradition der Sächsischen Münzstätte in Dresden. Das Besondere an Hörnleins Medaillenschaffen ist, dass er zu den letzten Vertretern des Direktschnitts zählte. Durch seine Ausbildung als Graveur und Ziseleur für Jagdwaffen war er in der Lage, seine Entwürfe selbst in die Stempel zu schneiden. Der Verzicht auf die Reduziermaschine lässt seine künstlerische Handschrift viel unmittelbarer wirken und erahnen. Neben seinem Schaffen als Medailleur beschäftigte sich Hörnlein auch mit Malerei und Kleinplastik. Von seinen Bildern haben sich allerdings nur sehr wenige erhalten.

## Auszeichnungen
Schon während seiner Studienzeit erhielt Hörnlein mehrere Auszeichnungen:
- 1898 und 1899 Prämien
- 1900 Ehrenzeugnis mit Prämie
- 1902 die kleine Silberne Medaille der Akademie
- 1903 die große Silberne Medaille der Akademie
- 1904 anstelle der großen Goldenen Medaille einen Geldpreis von 500 Mark im Zusammenhang mit einer Medaille auf seinen Lehrer Gotthardt Kuehl
- Verdienstorden vom Heiligen Michael (Orden vom Heiligen Michael)